# Mubarak Hassan Shami
Mubarak Hassan Shami (em árabe: مبارك حسن شامي; nascido Richard Yatich; 1 de dezembro de 1980) é um atleta do Catar, vencedor da Maratona de Paris de 2007. O fundista é especialista em meia maratona e maratona.